# 滑稽大鼓
滑稽大鼓，是京韵大鼓的一个支派。

## 简介
滑稽大鼓是京韵大鼓的一个支脉，属于“怯大鼓”、“小口大鼓”——“木板大鼓书”。约在1920年代形成。1920年代，白云鹏等人演唱了《灯下劝夫》、《大劝国民》、等新曲目。同时，旗籍票友张云舫将京韵大鼓改革为“改良大鼓”，特点是编写诙谐幽默的新曲词，唱腔滑稽可笑，击鼓法添加了忽重忽轻时常画圈的动作。后来被称为“滑稽大鼓”。
滑稽大鼓的唱腔和京韵大鼓基本相同，但曲目全是滑稽可笑、寓意讽刺的内容，表演上也有各种滑稽的表情和动作。唱腔主要是一板三眼的慢中板、有板无眼的紧板，基本腔调有平腔、落腔、高腔、甩腔、起伏腔。
滑稽大鼓有四位知名演员，都是张云舫的弟子：老倭瓜（崔子明）、架冬瓜（叶德林）、大茄子（杜玉衡）、山药蛋（富少舫）。其中老倭瓜、架冬瓜两位更受观众欢迎。经常演唱的滑稽曲目有《蒋干盗书》、《刘二姐拴娃娃》、《吕蒙正赶斋》等。21世纪，莫岐是仅存的滑稽大鼓的演员。